# Giải Video âm nhạc của MTV năm 2013
Giải Video âm nhạc của MTV năm 2013 được tổ chức vào ngày 25 tháng 8 năm 2013 tại Barclays Center ở Brooklyn, thành phố New York. Đây là lễ trao giải lần thứ 30 của giải thưởng này và là lần đầu tiên lễ trao giải được tổ chức ở một địa điểm bên ngoài quận Manhattan. Danh sách đề cử được công bố vào ngày 17 tháng 7 năm 2013. Justin Timberlake, Macklemore và Ryan Lewis dẫn đầu với 6 đề cử, theo sau là Bruno Mars, Miley Cyrus và Robin Thicke với 4 đề cử. Justin Timberlake nhận được nhiều giải thưởng nhất với 4 giải thưởng. Lễ trao giải đạt 10.1 triệu người xem.

## Đề cử

### Video của năm
Justin Timberlake — "Mirrors"
- Macklemore và Ryan Lewis (cùng với Wanz) — "Thrift Shop"
- Bruno Mars — "Locked Out of Heaven"
- Taylor Swift — "I Knew You Were Trouble"
- Robin Thicke (cùng với T.I. và Pharrell) — "Blurred Lines"

### Video của nghệ sĩ nam xuất sắc nhất
Bruno Mars — "Locked Out of Heaven"
- Kendrick Lamar — "Swimming Pools (Drank)"
- Ed Sheeran — "Lego House"
- Robin Thicke (cùng với T.I. và Pharrell) — "Blurred Lines"
- Justin Timberlake — "Mirrors"

### Video của nghệ sĩ nữ xuất sắc nhất
Taylor Swift — "I Knew You Were Trouble"
- Miley Cyrus — "We Can't Stop"
- Demi Lovato — "Heart Attack"
- Pink (cùng với Nate Ruess) — "Just Give Me a Reason"
- Rihanna (cùng với Mikky Ekko) — "Stay"

### Nghệ sĩ mới xuất sắc nhất
Austin Mahone — "What About Love"
- Iggy Azalea — "Work"
- Twenty One Pilots — "Holding on to You"
- The Weeknd — "Wicked Games"
- Zedd (cùng với Foxes) — "Clarity"

### Video nhạc Pop xuất sắc nhất
Selena Gomez — "Come & Get It"
- Miley Cyrus — "We Can't Stop"
- fun. — "Carry On"
- Bruno Mars — "Locked Out of Heaven"
- Justin Timberlake — "Mirrors"

### Video nhạc Rock xuất sắc nhất
30 Seconds to Mars — "Up in the Air"
- Fall Out Boy — "My Songs Know What You Did in the Dark (Light Em Up)"
- Imagine Dragons — "Radioactive"
- Mumford & Sons — "I Will Wait"
- Vampire Weekend — "Diane Young"

### Video nhạc Hip Hop xuất sắc nhất
Macklemore và Ryan Lewis (cùng với Ray Dalton) — "Can't Hold Us"
- A$AP Rocky (cùng với 2 Chainz, Drake và Kendrick Lamar) — "Fuckin' Problems"
- J. Cole (cùng với Miguel) — "Power Trip"
- Drake — "Started from the Bottom"
- Kendrick Lamar — "Swimming Pools (Drank)"

### Hợp tác xuất sắc nhất
Pink (cùng với Nate Ruess) — "Just Give Me a Reason"
- Calvin Harris (cùng với Ellie Goulding) — "I Need Your Love"
- Pitbull (cùng với Christina Aguilera) - "Feel This Moment"
- Robin Thicke (cùng với T.I. và Pharrell) — "Blurred Lines"
- Justin Timberlake (cùng với Jay-Z) — "Suit & Tie"

### Đạo diễn xuất sắc nhất
Justin Timberlake (cùng với Jay-Z) — "Suit & Tie" (Đạo diễn: David Fincher)
- Drake — "Started from the Bottom" (Đạo diễn: Director X và Drake)
- fun. — "Carry On" (Đạo diễn: Anthony Mandler)
- Macklemore và Ryan Lewis (cùng với Ray Dalton) — "Can't Hold Us" (Đạo diễn: Ryan Lewis, Jason Koenig và Jon Jon Augustavo)
- Yeah Yeah Yeahs — "Sacrilege" (Đạo diễn: Megaforce)

### Vũ đạo xuất sắc nhất
Bruno Mars — "Treasure" (Biên đạo: Bruno Mars)
- Chris Brown — "Fine China" (Biên đạo: Richmond Talauega, Anthony Talauega và Anwar "Flii" Burton)
- Ciara — "Body Party" (Biên đạo: Jamaica Craft)
- Jennifer Lopez (cùng với Pitbull) — "Live It Up" (Biên đạo: J.R. Taylor và Beau Smart)
- will.i.am (cùng với Justin Bieber) — "#thatPOWER" (Biên đạo: Fatima Robinson và Ryo Noguchi)

### Hiệu ứng hình ảnh xuất sắc nhất
Capital Cities — "Safe and Sound" (Hiệu ứng hình ảnh: Grady Hall, Jonathan Wu và Derek Johnson)
- Duck Sauce — "It's You" (Hiệu ứng hình ảnh: Royal Post / Paris)
- Flying Lotus — "Tiny Tortures" (Hiệu ứng hình ảnh: Dustin Bowser)
- Skrillex (cùng với The Doors) — "Breakn' a Sweat" (Hiệu ứng hình ảnh: Bonnie Brae, BEMO, Jeff Dotson và Erik Lee)
- The Weeknd — "Wicked Games" (Hiệu ứng hình ảnh: Drop và Abel)

### Chỉ đạo nghệ thuật xuất sắc nhất
Janelle Monáe (cùng với Erykah Badu) — "Q.U.E.E.N." (Chỉ đạo nghệ thuật: Veronica Logsdon)
- Thirty Seconds to Mars — "Up in the Air" (Chỉ đạo nghệ thuật: Floyd Albee)
- Alt-J — "Tessellate" (Chỉ đạo nghệ thuật: Charlie Lambros)
- Capital Cities — "Safe and Sound" (Chỉ đạo nghệ thuật: Teri Whittaker)
- Lana Del Rey — "National Anthem" (Chỉ đạo nghệ thuật: Lou Asaro)

### Biên tập xuất sắc nhất
Justin Timberlake — "Mirrors" (Biên tập: Jarrett Fijal và Bonch LA)
- Miley Cyrus — "We Can't Stop" (Biên tập: Paul Martinez và Nick Rondeau)
- Calvin Harris (cùng với Florence Welch) — "Sweet Nothing" (Biên tập: Vincent Haycock và Ross Hallard)
- Macklemore và Ryan Lewis (cùng với Ray Dalton) — "Can't Hold Us" (Biên tập: Ryan Lewis và Jason Koenig)
- Pink (cùng với Nate Ruess) — "Just Give Me a Reason" (Biên tập: Jackie London at Sunset Edit)

### Quay phim xuất sắc nhất
Macklemore và Ryan Lewis (cùng với Ray Dalton) — "Can't Hold Us" (Chỉ đạo quay phim: Jason Koenig, Ryan Lewis và Mego Lin)
- 30 Seconds to Mars — "Up in the Air" (Chỉ đạo quay phim: David Devlin)
- A-Trak và Tommy Trash — "Tuna Melt" (Chỉ đạo quay phim: TS Pfeffer và Robert McHugh)
- Lana Del Rey — "Ride" (Chỉ đạo quay phim: Malik Sayeed)
- Yeah Yeah Yeahs — "Sacrilege" (Chỉ đạo quay phim: Alexis Zabe)

### Video mang thông điệp xã hội xuất sắc nhất
Macklemore và Ryan Lewis (cùng với Mary Lambert) — "Same Love"
- Beyoncé — "I Was Here"
- Kelly Clarkson — "People Like Us"
- Miguel — "Candles in the Sun"
- Snoop Lion (cùng với Drake và Cori B.) — "No Guns Allowed"

### Bài hát của mùa Hè
One Direction — "Best Song Ever"
- Miley Cyrus — "We Can't Stop"
- Daft Punk — "Get Lucky"
- Selena Gomez — "Come & Get It"
- Calvin Harris (cùng với Ellie Goulding) — "I Need Your Love"
- Robin Thicke (cùng với T.I. và Pharrell) — "Blurred Lines"

### Nghệ sĩ La-tinh xuất sắc nhất
- Daddy Yankee
- Don Omar
- Jesse & Joy
- Pitbull
- Alejandro Sanz[8]

### Michael Jackson Video Vanguard Award
- Justin Timberlake

## Biểu diễn
- Austin Mahone — "What About Love"
- Ariana Grande — "The Way" / "Baby I"
- Lady Gaga — "Applause"
- Miley Cyrus — "We Can't Stop"
- Miley Cyrus và Robin Thicke — "Blurred Lines"
- Robin Thicke cùng với 2 Chainz và Kendrick Lamar — "Give It 2 U"
- Kanye West — "Blood on the Leaves"
- Justin Timberlake — "Take Back the Night" / "Sexy Back" / "Like I Love You" / "My Love" / "Cry Me a River" / "Señorita" / "Rock Your Body" / "Girlfriend" + "Bye Bye Bye" (cùng với 'N Sync) / "Suit & Tie" / "Mirrors"
- Macklemore và Ryan Lewis cùng với Mary Lambert và Jennifer Hudson — "Same Love"
- Drake — "Hold On, We're Going Home" / "Started from the Bottom"
- Bruno Mars — "Gorilla"
- Katy Perry — "Roar"

## Trao giải và giới thiệu
- One Direction — trao giải Video nhạc Pop xuất sắc nhất
- Shailene Woodley và Vanessa Bayer (trong vai Miley Cyrus) — giới thiệu Miley Cyrus và Robin Thicke
- Iggy Azalea và Lil' Kim — trao giải Video nhạc Hip Hop xuất sắc nhất
- Kevin Hart
- Jared Leto — giới thiệu Kanye West
- Daft Punk, Nile Rodgers và Pharrell Williams — trao giải Video của nghệ sĩ nữ xuất sắc nhất
- Ed Sheeran — trao giải Video mang thông điệp xã hội xuất sắc nhất
- Jimmy Fallon — trao giải Video Vanguard Award
- Vampire Weekend — trao giải Bài hát của mùa Hè
- A$AP Rocky và Jason Collins — giới thiệu Macklemore, Ryan Lewis và Mary Lambert
- Emeli Sandé và Adam Lambert — trao giải Nghệ sĩ mới xuất sắc nhất
- TLC (T-Boz và Chilli) — giới thiệu Drake
- Taylor Swift — trao giải Video của nghệ sĩ nam xuất sắc nhất
- Selena Gomez — giới thiệu Bruno Mars
- Joseph Gordon-Levitt — trao giải Video của năm
- Allison Williams — giới thiệu Katy Perry